# ヤーオ島郡
座標: 北緯8度6分42秒 東経98度35分27秒 / 北緯8.11167度 東経98.59083度
ヤーオ島郡（ヤーオとうぐん）はタイ南部パンガー県の郡の一つ。

## 歴史
ヤーオ島の住民はムアン・トラン、ムアン・サトゥーンなどのタイ西部沿岸地帯から移住してきた人々である。
- 1785年、ビルマ軍がタイ南部諸ムアンを攻撃した際に、ヤーオノーイ島、ヤーオヤイ島は戦乱を逃れ、身を隠す場とされ、これがヤーオ島での集落形成の基礎になった[1]。
- 1903年、ムアンパンガー郡に属する形でヤーオ島分郡を設置。
- 1920年初代分郡庁舎を建設。さらに1965年には現存する新庁舎を建設した。
- 1988年1月1日郡に昇格した[2]。

## 地理
ヤーオ島郡はパンガー湾内のヤーオ諸島の数島を行政区域内に抱える。主要な島が二島あり、ヤーオヤイ島（「大きな長い島」の意）とヤーオノーイ島（「小さい長い島」の意）と呼ばれる。
島の北端はパンガー湾国立公園に属する。

## 宗教
郡人口の大部分はスンニー派イスラム教徒である。イスラム教は13世紀にアラブ商人によって移入された。

## 行政区分
ヤーオ島郡は3つのタムボンに分かれ、さらにその下位に18の村（ムーバーン）がある。郡内には1つのテーサバーン（自治体）があり、テーサバーンタムボン・ヤーオノーイ島は、タムボン・ヤーオノーイ島の一部を管理している。また、それぞれのタムボンはタムボン行政体により行政が行われている。 
| \| No. \| 名 \| タイ語 \| 村数 \| 人口[3] \| \| --- \| ------------------------ \| ---------- \| ---- \| ------- \| \| 1. \| タムボン・ヤーオノーイ島 \| เกาะยาวน้อย \| 7 \| 4,833 \| \| 2. \| タムボン・ヤーオヤイ島 \| เกาะยาวใหญ่ \| 4 \| 2,609 \| \| 3. \| タムボン・プルナイ \| พรุใน \| 7 \| 5,713 \| |                          |            |      |       |
| No. | 名                       | タイ語     | 村数 | 人口  |
| 1. | タムボン・ヤーオノーイ島 | เกาะยาวน้อย | 7    | 4,833 |
| 2. | タムボン・ヤーオヤイ島   | เกาะยาวใหญ่ | 4    | 2,609 |
| 3. | タムボン・プルナイ       | พรุใน       | 7    | 5,713 |

## 注脚
1. ↑  "อำเภอเกาะยาว  จังหวัดพังงา" amphoe.com
2. ↑  “พระราชกฤษฎีกาตั้งอำเภอนามน อำเภอพระยืน อำเภอหนองบัวระเหว อำเภอบ้านเหลื่อม อำเภอจะแนะ อำเภอหนองหงส์ อำเภอนาโพธิ์ อำเภอเกาะยาว อำเภอแกดำ อำเภอสระโบสถ์ อำเภอโนนคูณ อำเภอควนโดน อำเภอไชยวาน อำเภอหนองแสง และอำเภอตาลสุม พ.ศ. ๒๕๓๐” (Thai). Royal Gazette 104 (278 ก special):  33–37. (December 31, 1987).
3. ↑  Department of Provincial Administration"Population statistics 2008"